# Le Livre de l'aventure
 (janvier 2024).
Si vous disposez d'ouvrages ou d'articles de référence ou si vous connaissez des sites web de qualité traitant du thème abordé ici, merci de compléter l'article en donnant les références utiles à sa vérifiabilité et en les liant à la section « Notes et références ».

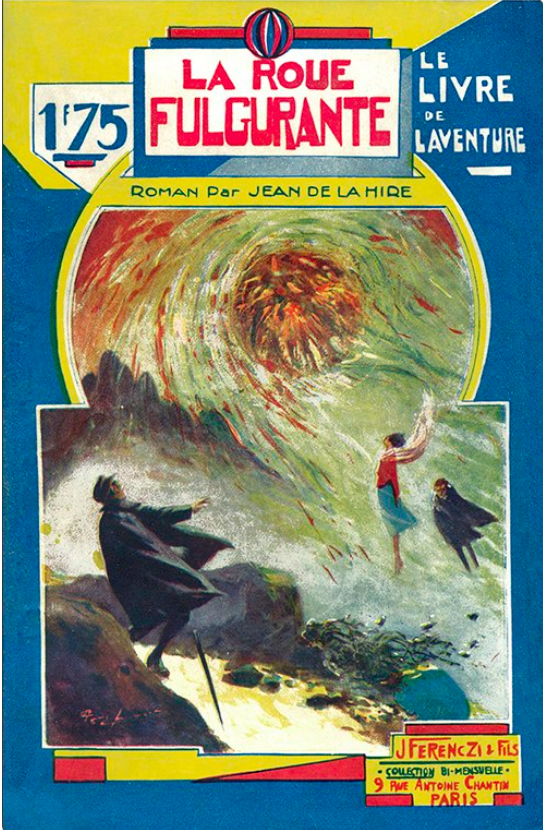
Couverture de Paul Thiriat pour La Roue fulgurante (1929).

« Le Livre de l'aventure » est une collection des éditions Ferenczi & fils où sont édités des romans d'aventures et de science-fiction de 1929 à 1931. Le rythme de parution est bimensuelle et 47 ouvrages y sont publiés. Paul Thiriat, au début, puis Henri Armengol, illustrent un temps les couvertures.

## Liste des titres
1. Les Mystères de l'Atlantique par Max-André Dazergues, 1929
2. La Forêt sanglante par René Thévenin, 1929
3. La Drague aux millions par Noël de Guy, 1929
4. Prisonniers des démons noirs par René Poupon, 1929
5. L'Occident d'or par Luigi Motta, 1929
6. Le Roi du pacifique par Georges Sim, 1929
7. La Roue fulgurante par Jean de La Hire, 1929
8. Les Écumeurs des placers par Harry de la Massane, 1929
9. Sandragor le maudit par Paul Dargens, 1929
10. Les Pirates du Texas par Christian Brulls, 1929
11. La Fille aux yeux du ciel par Félix Leonnec, 1929
12. La Déesse d'argent par Max-André Dazergues, 1929
13. Le Fils de la mort par René Poupon, 1929
14. L'Île des maudits par Georges Sim, 1929
15. L'Homme qui fabrique de la chair par Julien Lescap, 1929
16. Les Bandits de Paramaribo par Jean de La Hire, 1929
17. Peggy White, reine des flibustiers par Joe Traveller, 1930
18. Jacques d'Antifer, roi des îles du Vent par Christian Brulls, 1930
19. Le Trésor du trappeur par Max-André Dazergues, 1930
20. Les Hommes sans yeux par Jean de La Hire, 1930
21. Nez d'argent par Georges Sim, 1930
22. Du sang sur les nuages par André Mad, 1930
23. La Vengeance de Brahma par Luigi Motta, 1930
24. Le Cercueil de nacre par Jean de La Hire, 1930
25. Le Maître de la jungle par Guy Vander, 1930
26. L'Héritière du Far-West par Georges Le Faure, 1930
27. La Belle du souterrain d'or par Max-Mac Miller, 1930
28. La Tragédie du ″Parana″ par Jean de La Hire, 1930
29. Le Cercle de Jade par Max-André Dazergues, 1930
30. Les Esclaves du Pacha d'Aïdin par A.-H. de Longpré, 1930
31. Les Serpents noirs par Félix Léonnec, 1930
32. Le Vengeur du pirate par Jean de La Hire, 1930
33. L'Énigme des iles fantômes par Noël de Guy, 1930
34. Le Collier de Lady Grace par Guy de Téramond, 1930
35. La Mission des quatre savants par René Trotet de Bargis, 1930
36. Dick le diable par Léon Sazie, 1930
37. L'Île de Satan par André Mad, 1930
38. Perdus dans le désert par Eric Stanley, 1931
39. Le Sous-marin fantôme par René Poupon, 1931
40. Les Pilleurs de tombeaux par Noël de Guy, 1931
41. L'Araignée d'or par Max-André Dazergues, 1931
42. Le Mystère d'Angkor par Félix Leonnec, 1931
43. L'Île aux diamants par Jacques Saint-priest,1931
44. Les Rois de la prairie par Guy Vander, 1931
45. Le Fils du soleil par Jean de La Hire, 1931
46. Sous les pyramides par Eric Stanley, 1931
47. Le Voyage imprévu de Ralph Stanley par Jacques Light, 1931